# Comuna Žirovnica
Žirovnica (Občina Žirovnica) este o comună din Slovenia, cu o populație de 4.071 de locuitori (2002).

## Localități
Breg, Breznica, Doslovče, Moste, Rodine, Selo pri Žirovnici, Smokuč, Vrba, Zabreznica, Žirovnica